# Parque periurbano Monte La Sierra
El parque periurbano Monte La Sierra está situado a unos 12 km (kilómetros), al sur de Jaén, en el monte de nombre homónimo. Tiene acceso directo por la carretera de Otíñar. 
El parque periubano, declarado como tal en 1991 por la Junta de Andalucía, posee una superficie de 2720 ha (hectáreas) y se extiende desde Otíñar hasta el embalse del Quiebrajano. Dada su cercanía con la ciudad de Jaén (España), este espacio natural ha sido utilizado como zona de ocio y esparcimiento por los jiennenses. 

## Descripción
El entorno natural del parque está surcado por dos valles: el del río Quiebrajano, en el que se encuentra el Centro de Recuperación de Especies Protegidas; y la Cañada de las Hazadillas, acompañada de zonas recreativas.
En este primer valle se asoma el Mirador del Vitor con unas excelentes panorámicas del entorno, y además cercano a éste se halla un dolmen correspondiente al Paleolítico.
En el valle de la Cañada de las Hazadillas se encuentran varias instalaciones para el ocio y la educación ambiental, además de rutas para practicar senderismo o cicloturismo.
Los cambios de paisaje se suceden en este espacio natural pasando de relieves abruptos y accidentados a formas suaves, pero en general, la topografía del parque está caracterizada por grandes pendientes y llamativas cumbres.
En las inmediaciones del parque existen también varias cuevas en las que se conservan muestras de arte rupestre y algunos fósiles, como por ejemplo en la Cueva de los Herreros.

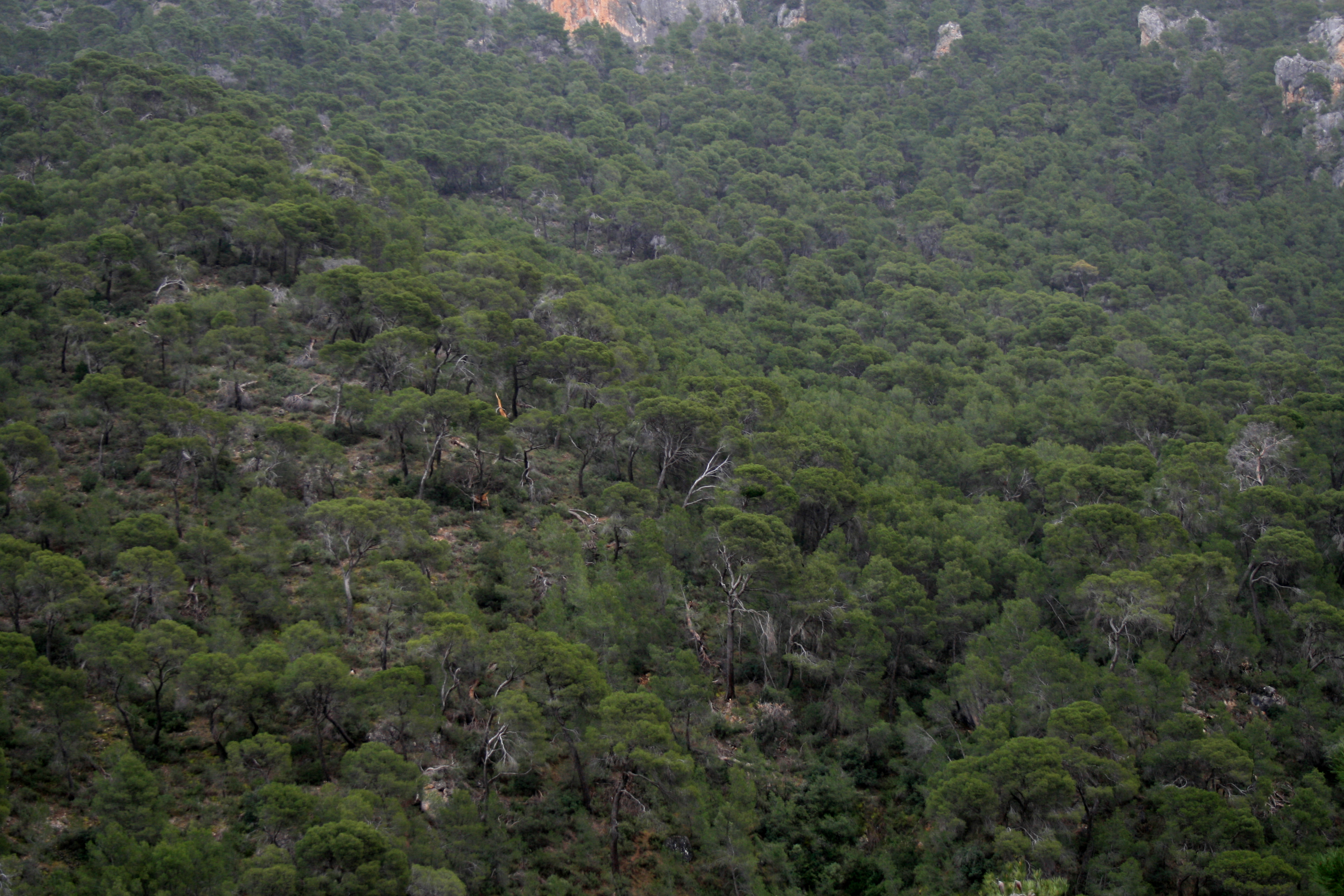
Bosque de Pino Carrasco (Pinus halepensis), predominante en el Parque.

## Patrimonio natural
La vegetación de la que está cubierto el parque es típica del monte mediterráneo, como son las encinas, quejigos, arces, enebros, etc.[cita requerida] Además, se entremezclan con bosques de pino carrasco y pinaster.
Entre los animales predominantes en el parque destacan la cabra montesa, el jabalí, el zorro, la jineta, el gato montés y el gavilán, entre otros.

## Actividades
El parque periurbano Monte La Sierra dota a los jiennenses y a todo aquel que lo visite de grandes zonas para el ocio y el deporte. El parque está acondicionado con un parque infantil, para que los más jóvenes disfruten, con un quiosco, bancos, mesas, barbacoas, etc.
Además en el centro del parque, en el área recreativa de la Cañada de las Hazadillas, está el Aula de la Naturaleza, con capacidad para sesenta personas. Esta aula organiza visitas guiadas a enclaves naturales cercanos, en el interior del parque.
Por otro lado, los grandes barrancos, con paredes casi verticales, ofrecen la posibilidad de practicar la escalada, gracias a las numerosas vías abiertas. También es posible recorrer una de las muchas rutas que se encuentran en el monte, con grado de dificultad entre bajo y medio, aunque hay que tener en cuenta que algunas de ellas transcurren por caminos poco señalizados.